# Песнь о крестовом походе против альбигойцев
«Песнь о крестовом походе против альбигойцев» (фр. Chanson de la croisade albigeoise, оксит. Canso de la crozada) — староокситанская эпическая поэма о Альбигойском крестовом походе, продлившемся с 1208 по июнь 1219 года. Поэма написана в старофранцузском жанре chanson de geste по частям: начальная её часть до 1213 года принадлежит перу Гийома Тудельского, а окончание — неизвестному продолжателю. Новейшие исследования называют в качестве последнего трубадура Ги де Кавальона. Это одно из трёх основных, наряду с «Альбигойской историей» Пьера из Во-де-Серне, и «Хроникой» Гийома Пюилоранского, дошедших до нас средневековых произведений, посвящённых Альбигойскому крестовому походу.
Сохранился единственный манускрипт всей «Песни» (fr. 25425 в Национальной библиотеке Франции), написанный в или рядом с Тулузой в приблизительно 1275 году.

## Сюжет

### Первая часть
Первая часть «Песни о крестовом походе против альбигойцев» написана Гийомом Тудельским, который себя называет «maestre W» в лессах 1 и 9. Также в 9 лессе автор указывает 1210 год в качестве даты начала работы над своим сочинением. Произведение включает первые 2749 строк со 130 лессами (рифмованными стансами различной длины) и относит начало действия сюжета к 1213 году.
Автор поддерживает крестоносцев и выступает против их противников — катаров и прочих южан. Текст впервые использует термин «крестоносец» (crozada). Латинским обозначением крестоносцев было negotium crucis («дело креста»). Окситанское crozada проникло во французский язык как croisade к XV веку.

### Вторая часть
Во второй части 6811 рифмованных строк (лессы с 131 по 214). Авторство точно не установлено, хотя последние предположения называют имя трубадура Ги де Кавальона. Однозначно, им был образованный человек, обладающий некоторыми познаниями в теологии и законах, относящимся к Архиепархии Тулузы (автор называет епископа Фолькета Марсельского «нашим епископом»). Михель Зинк полагает, что он находился в 1215—1216 годах в Риме и Провансе с Раймундом VII, графом Тулузским. Поэт упоминает смерть Ги де Монфора, случившуюся в 1228 году (лесса 142, строки 7-8). Неясно, написана ли вторая часть «Песни» после этого события или упоминание смерти Ги де Монфора было вставлено позже. Саверио Квида полагает, что автором был Ги де Кавальон, который был трубадуром, дворянином и одним из преданным союзников Раймунда VII Тулузского.
Вторая часть произведения охватывает период с 1213 года и выражает противоположное мнение, критикующее крестоносцев и поддерживающее южан (но не катаров). «Песнь о крестовом походе против альбигойцев» является основным нарративным источником, отражающим точку зрения окситанцев. Особенно важен период с апреля 1216 по июнь 1219 года, поскольку прозаическое повествование Пьера де Во-де-Серне с 1216 года становится всё более отрывочным и неполным.

## Переводы
Впервые текст издал в 1837 году французский филолог Клод Форьель. Первое издание «Chanson de la croisade contre les albigeois» опубликовано в переводе на французский язык Полем Мейером в двух томах (1875—1879). Эжен Мартен-Шабо (Eugène Martin-Chabot) в многотомнике (1931—1961) издал другой перевод на французский язык произведения под названием «Chanson de la croisade albigeoise». В 1992 году Анри Гуго выпустил книгу с новым переводом. Английский перевод появился в 1996 году за авторством Ширли.
Произведение также переведено на русский язык.